# 相澤貴志

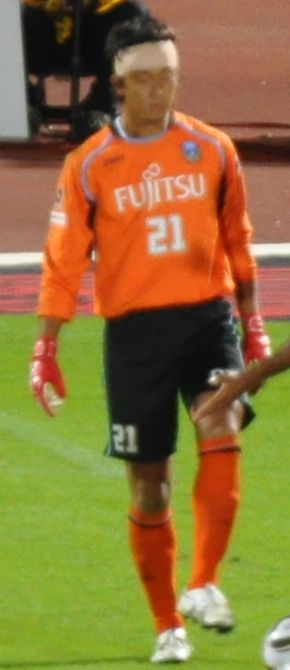
相澤貴志

相澤 貴志（あいざわ たかし、1982年1月5日 - ）は、新潟県出身の元サッカー選手、サッカー指導者。ポジションはゴールキーパー。

## 来歴
小学生の頃は剣道少年だったが、進学した新潟大学教育学部附属新潟中学校に剣道部がなかったことからサッカー部に入部し、2年生からフォワードとして抜群なシュート力を発揮した。新潟江南高等学校ではインターハイ出場なども経験した。卒業後、練習生を経て2000年に川崎フロンターレに入団した。
2001年、J2リーグ初出場。2002年からの3年間は浦上壮史・吉原慎也の前に公式戦での出場は無かったが、川崎がJ1に昇格した2005年シーズン途中から先発出場の機会が増え、チームの上位進出に貢献した。その後、2006年シーズン途中までレギュラーを務めていたが、第23節の磐田戦（3-4）・第24節のG大阪戦（0-4）でともに4失点し敗北。第25節の広島戦からは吉原にポジションを奪われた。2007年には新たに移籍加入した川島永嗣が正GKに定着。またしても控えに追いやられることになり、公式戦の出場はカップ戦計3試合のみに終わった。
2008年はJ2のセレッソ大阪に期限付き移籍し、26試合に出場。翌2009年に川崎に復帰するも川島の牙城を崩せず控えにとどまるばかりか、杉山力裕の台頭などで控えとしての立場すら脅かされ結局この年は公式戦出場ゼロに終わった。2010年も中断前までは同様の様子であったが、南アフリカW杯の活躍により川島がリールセSKへ移籍すると4年ぶりに正GKに返り咲き、川島の穴を感じさせない活躍を見せた。2011年は杉山に開幕スタメンを譲ったが、杉山の故障でポジションを取り戻した。だが、間もなく自身も故障してしまい一時的ではあるものの安藤駿介にポジションを譲った。故障が癒えた後は再び正GKに戻ったが、夏場に8連敗を喫するなどチーム状況が悪化したこともあって故障から復帰した杉山に再びポジションを譲る形になり、契約満了で川崎を退団した。
2012年より、FC町田ゼルビアへ完全移籍。序盤はレギュラーだったが、修行智仁にポジションを奪われて以降出場機会はなく1年でJFLに逆戻りとなった。ただ、JFL降格後は修行からポジションを奪った。
2014年、高原寿康と入れ替わる形で清水エスパルスへ完全移籍。櫛引政敏の控えとして過ごし、シーズン終了後に契約満了により退団。
2015年、徳島ヴォルティスへ完全移籍。主に長谷川徹の控えを務めている。
2017年11月27日、徳島ヴォルティスは契約期間の満了と来季に向けた更新を行わないことを発表。同年12月にはJリーグ合同トライアウトに出場した が、新たな移籍チームを決めることは無かった。
2018年1月、現役引退と同時に地元のアルビレックス新潟でサッカースクールコーチ就任が発表された。
2021年1月、セレッソ大阪のアカデミーGKコーチに就任した。
2024年より、福島ユナイテッドFCのGKコーチに就任。

## 所属クラブ
ユース経歴
- 新潟大学附属新潟小学校
- 1994年 - 1996年 新潟大学附属新潟中学校
- 1997年 - 1999年 新潟江南高等学校

プロ経歴
- 2000年 - 2011年 川崎フロンターレ
  - 2008年 セレッソ大阪 (期限付き移籍)
- 2012年 - 2013年 FC町田ゼルビア
- 2014年 清水エスパルス
- 2015年 - 2017年 徳島ヴォルティス

## 個人成績
| 国内大会個人成績 | 国内大会個人成績 | 国内大会個人成績 | 国内大会個人成績 | 国内大会個人成績 | 国内大会個人成績 | 国内大会個人成績 | 国内大会個人成績 | 国内大会個人成績 | 国内大会個人成績 | 国内大会個人成績 | 国内大会個人成績 |
| 年度             | クラブ           | 背番号           | リーグ           | リーグ戦         | リーグ戦         | リーグ杯         | リーグ杯         | オープン杯       | オープン杯       | 期間通算         | 期間通算         |
| 年度             | クラブ           | 背番号           | リーグ           | 出場             | 得点             | 出場             | 得点             | 出場             | 得点             | 出場             | 得点             |
| 日本             | 日本             | 日本             | 日本             | リーグ戦         | リーグ戦         | リーグ杯         | リーグ杯         | 天皇杯           | 天皇杯           | 期間通算         | 期間通算         |
| ---------------- | ---------------- | ---------------- | ---------------- | ---------------- | ---------------- | ---------------- | ---------------- | ---------------- | ---------------- | ---------------- | ---------------- |
| 2000             | 川崎             | 33               | J1               | 0                | 0                | 0                | 0                | 0                | 0                | 0                | 0                |
| 2001             | 川崎             | 28               | J2               | 9                | 0                | 0                | 0                | 0                | 0                | 9                | 0                |
| 2002             | 川崎             | 28               | J2               | 0                | 0                | -                | -                | 0                | 0                | 0                | 0                |
| 2003             | 川崎             | 28               | J2               | 0                | 0                | -                | -                | 0                | 0                | 0                | 0                |
| 2004             | 川崎             | 28               | J2               | 0                | 0                | -                | -                | 0                | 0                | 0                | 0                |
| 2005             | 川崎             | 28               | J1               | 22               | 0                | 2                | 0                | 3                | 0                | 27               | 0                |
| 2006             | 川崎             | 21               | J1               | 24               | 0                | 9                | 0                | 0                | 0                | 33               | 0                |
| 2007             | 川崎             | 21               | J1               | 0                | 0                | 2                | 0                | 0                | 0                | 2                | 0                |
| 2008             | C大阪            | 1                | J2               | 26               | 0                | -                | -                | 0                | 0                | 26               | 0                |
| 2009             | 川崎             | 21               | J1               | 0                | 0                | 0                | 0                | 0                | 0                | 0                | 0                |
| 2010             | 川崎             | 21               | J1               | 23               | 0                | 4                | 0                | 3                | 0                | 30               | 0                |
| 2011             | 川崎             | 1                | J1               | 17               | 0                | 1                | 0                | 0                | 0                | 18               | 0                |
| 2012             | 町田             | 21               | J2               | 9                | 0                | -                | -                | 1                | 0                | 10               | 0                |
| 2013             | 町田             | 21               | JFL              | 31               | 0                | -                | -                | -                | -                | 31               | 0                |
| 2014             | 清水             | 21               | J1               | 5                | 0                | 1                | 0                | 1                | 0                | 7                | 0                |
| 2015             | 徳島             | 1                | J2               | 5                | 0                | -                | -                | 0                | 0                | 5                | 0                |
| 2016             | 徳島             | 1                | J2               | 12               | 0                | -                | -                | 2                | 0                | 14               | 0                |
| 2017             | 徳島             | 1                | J2               | 0                | 0                | -                | -                | 0                | 0                | 0                | 0                |
| 通算             | 日本             | 日本             | J1               | 91               | 0                | 19               | 0                | 7                | 0                | 117              | 0                |
| 通算             | 日本             | 日本             | J2               | 61               | 0                | 0                | 0                | 3                | 0                | 64               | 0                |
| 通算             | 日本             | 日本             | JFL              | 31               | 0                | -                | -                | -                | -                | 31               | 0                |
| 総通算           | 総通算           | 総通算           | 総通算           | 183              | 0                | 19               | 0                | 10               | 0                | 212              | 0                |

| 国際大会個人成績 | 国際大会個人成績 | 国際大会個人成績 | 国際大会個人成績 | 国際大会個人成績 |
| 年度             | クラブ           | 背番号           | 出場             | 得点             |
| AFC              | AFC              | AFC              | ACL              | ACL              |
| ---------------- | ---------------- | ---------------- | ---------------- | ---------------- |
| 2007             | 川崎             | 21               | 1                | 0                |
| 2009             | 川崎             | 21               | 0                | 0                |
| 2010             | 川崎             | 21               | 0                | 0                |
| 通算             | AFC              | AFC              | 1                | 0                |

- Jリーグ初出場:2001年7月11日 J2第19節 大宮アルディージャ戦 (等々力陸上競技場)

## 指導歴
- 2018年 - 2020年 アルビレックス新潟
  - 2018年 - 2019年8月 U-12 コーチ
  - 2019年9月 - 2020年 U-15 GKコーチ
- 2021年 - 2023年 セレッソ大阪U-18 GKコーチ
- 2024年 - 福島ユナイテッドFC GKコーチ